# Nasif Estéfano
Nasif Moisés Estéfano (n. 18 noiembrie 1932 - d. 21 octombrie 1973) a fost un pilot argentinian de Formula 1 care a evoluat în Campionatul Mondial în 1960 și 1962.
1. 1 2  Nasif Moisés Estéfano, Find a Grave, accesat în 9 octombrie 2017